# قهوه پایدار
قهوه پایدار قهوه ای است که به واسطه پایداری آن کشت و به بازار عرضه می‌شود. این مبحث شامل قهوه دارای گواهینامه‌هایی ارگانیک، تجارت منصفانه و رینفارست الاینس است. قهوه دارای تعدادی طبقه‌بندی است که برای تعیین مشارکت تولیدکنندگان (یا زنجیره تأمین) در ترکیبات مختلف استانداردهای اجتماعی، زیست‌محیطی و اقتصادی استفاده می‌شود. قهوه‌هایی که با چنین رده‌هایی مطابقت دارند و به‌طور مستقل توسط یک طرف ثالث معتبر گواهی یا تأیید شده‌اند، در مجموع «قهوه‌های پایدار» نامیده می‌شوند. این اصطلاح وارد واژه‌نامه شده و این بخش به سرعت به صنعت چند میلیارد دلاری رشد یافته و برای خودش با پیامدهای بالقوه قابل توجهی برای سایر کالاها با گسترش تقاضا و آگاهی همراه بوده است.

## تاریخچه اولیه و تعریف
اصطلاح «قهوه پایدار» اولین بار در جلسات کارشناسی که توسط مرکز پرندگان مهاجر مؤسسه اسمیتسونیان (SMBC)، کمیسیون همکاری‌های زیست‌محیطی نفتا (CEC) و شورای انتخاب مصرف‌کننده (CCC) در سال ۱۹۹۸ برگزار شد، معرفی گشت. گزارش CCC در سال ۱۹۹۹، «قهوه پایدار در تقاطع» اولین مورد استفاده از این اصطلاح در حوزه عمومی است. این گزارش تفاسیر پایداری را مورد بحث قرار می‌دهد و گزینه‌هایی مانند تجارت ارگانیک و منصفانه را به عنوان «قهوه پایدار» مشخص می‌کند، اگرچه یک تعریف کاربردی ارائه نمی‌دهد.
گزارش CCC در همان دوره با نشریات قابل توجه بانک جهانی و مقاله صندوق بین‌المللی پول بیروم آمد که در میان اولین مواردی بودند که مشکلات اقتصادی و اجتماعی با منشأ قهوه را شناسایی کردند که اساس بحران قهوه بود که به‌طور کامل در اوایل دهه ۲۰۰۰ آشکار شد. SMBC برخی از اولین شواهد از اثرات زیست‌محیطی رخ داده در برخی از مهم‌ترین مناطق کشت قهوه در آمریکای مرکزی را ارائه کرد. نگرانی‌های زیست‌محیطی و اقتصادی در نشست‌هایی که به میزبانی CEC برگزار شد ("کارگاه کارشناسان در زمینه تولید پایدار قهوه مکزیکی" در اوآخاکا در سال ۲۰۰۰ مورد بحث قرار گرفت که منجر به بیانیه اوآخاکا شد. سازمان جهانی قهوه (ICO) برخی از عواملی را که منجر به بحران به ویژه کاهش شدید قیمت‌ها برای تولیدکنندگان قهوه شد، بیان و مستند کرد.